# 台北天幕

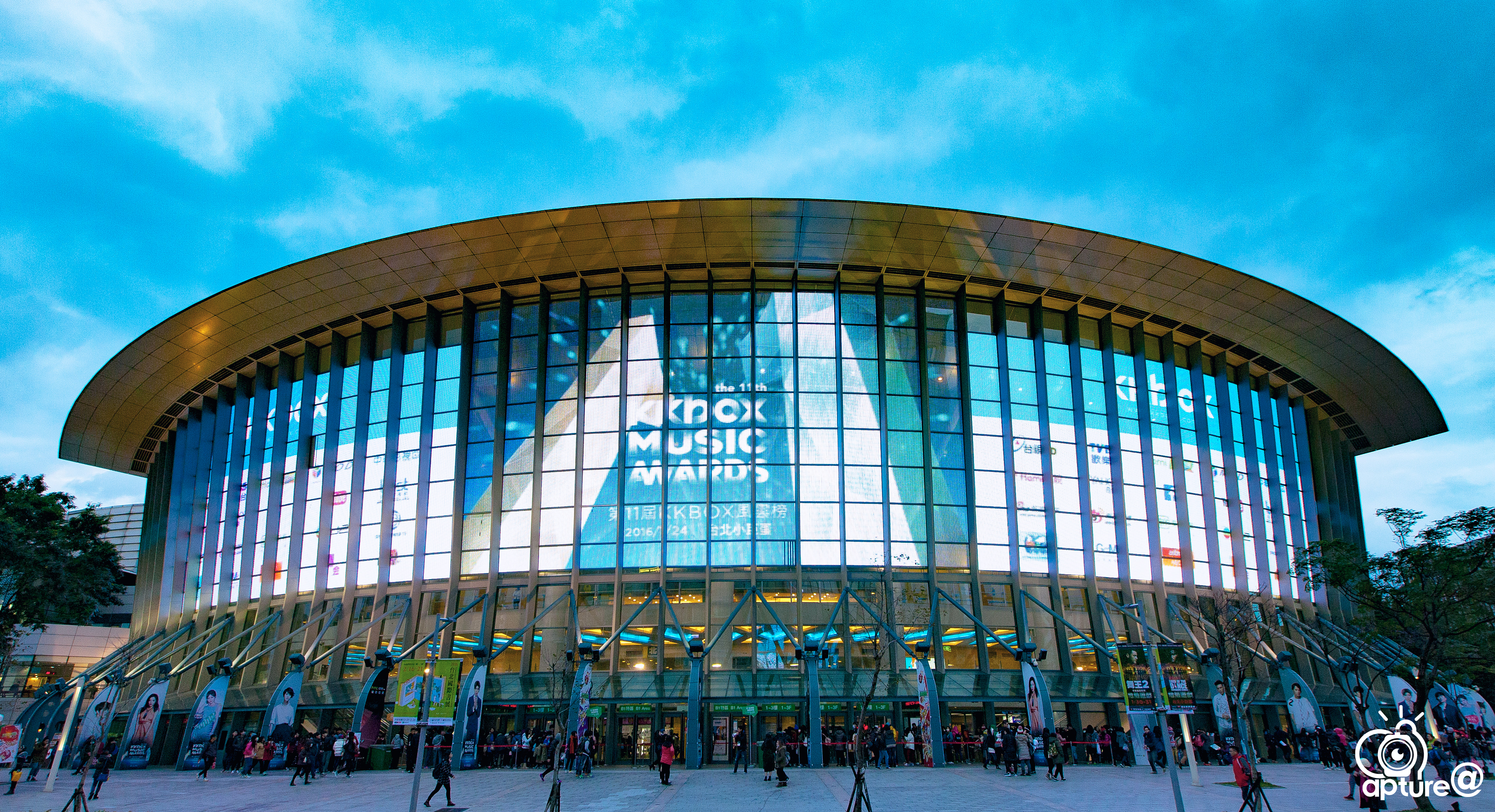
台北天幕轉播第十一屆KKBOX風雲榜頒獎典禮

台北天幕，是位於台北小巨蛋玻璃帷幕外牆的巨型LED數位看板，為目前世界第四大、亞洲第三大的數位看板（第一大為蘇州圓融時代廣場天幕、第二大為美國拉斯維加斯天幕、第三大為北京世貿天階）。於2006年12月31日世界三大男高音之一的卡列拉斯舉辦演唱會前點燈揭幕，營運後為台北的城市景觀及科技化形象有顯著的效益，也是目前世界上唯一專門作為廣告用途的大型LED戶外數位看版。

## 沿革

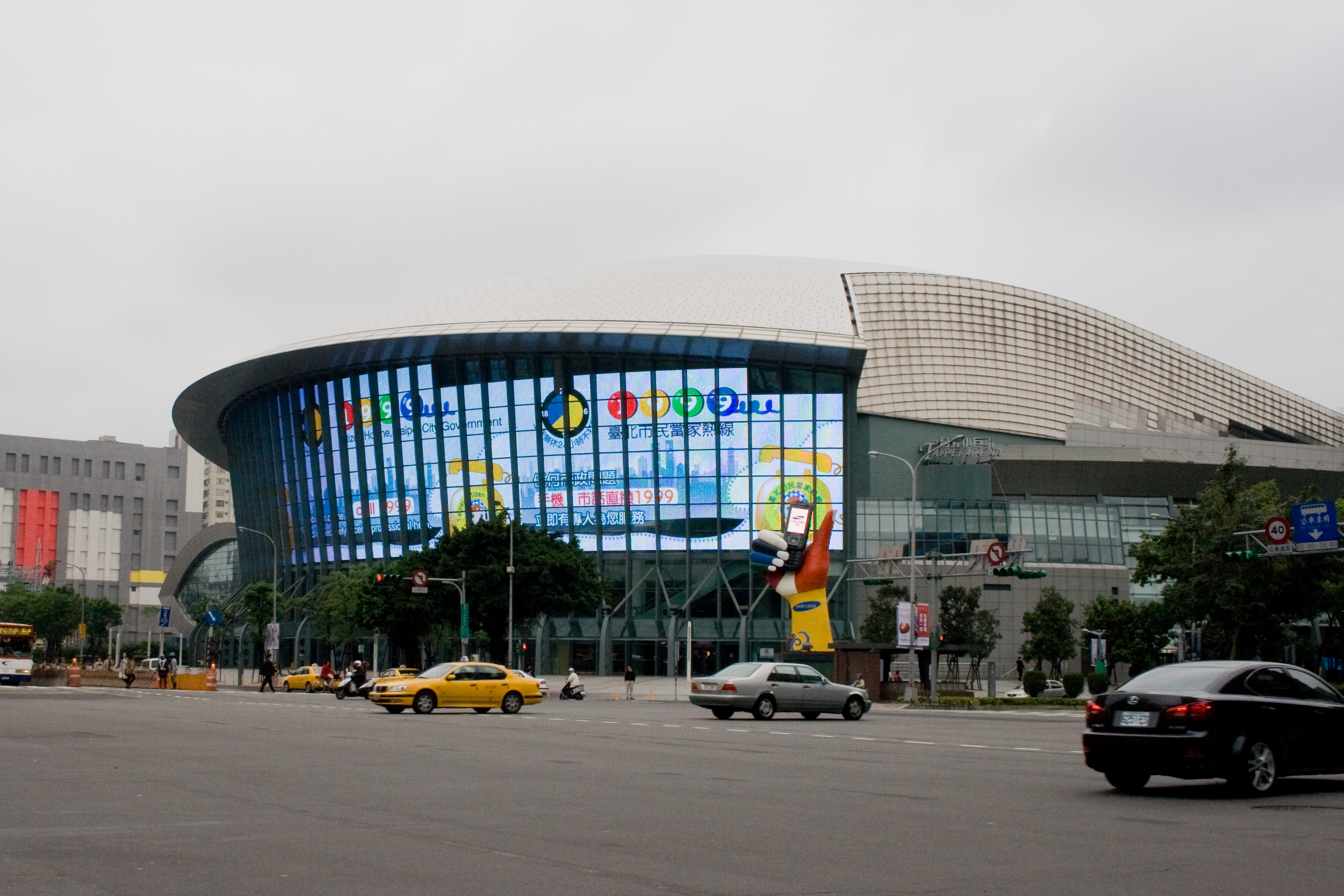
臺北小巨蛋外觀

台北小巨蛋玻璃帷幕外牆，坐落於有「台北華爾街」之稱的金融商業中心，位於台北市主要交通幹道南京東路及敦化北路交叉口，周遭大眾運輸交通便捷，平均每月可達到1,300萬次的人車流量。
台北小巨蛋也是國際性各式展演活動的最高表演殿堂，最多可容納12,000人次，周邊的附屬商業設施及冰上樂園經營，在加上每年上百場次演出及破百萬的入場觀眾群聚效益，因此南京敦化路口已經是台北市大型戶外廣告設置之首選地點。台北天幕的創意與興建源自台北小巨蛋的原經營管理廠商東森巨蛋，台北天幕的經營管理曾由諾亞媒體負責。

## 營運模式
台北天幕開播以來，除了品牌廣告（如BMW、SONY、VISA、麥當勞等）的內容外，台北天幕設備也支援LIVE現場轉播，轉播過包含2009年9月的台北聽障奧運、520總統副總統就職慶典、王建民大聯盟賽事、連續三屆的金曲獎頒獎典禮、金馬獎頒獎典禮等大型活動。也成功透過異業整合行銷的合作，讓台北天幕的畫面充滿活力與話題性，如與台北數位藝術節合作-光怪台北天幕的徵選、草根台灣臉譜、沙畫、彎彎的星光大道、王力宏MV世界首播等活動，此外與HITFM合作在每天整點時刻都有天王級的藝人（如張惠妹、陶喆、陳奕迅等）在台北天幕跟周遭環境的民眾做整點報時及互動。
除了廣告經營之外，台北天幕也常熱衷於社福公益活動，曾長期贊助如家扶基金會、台灣世界展望會、中華基督教救助協會等非營利組織，希望可以透過台北天幕的影響力將公益的理念傳達給社會大眾，利用台北天幕發聲讓全民一起響應公益活動，讓更多弱勢團體可以獲得實質的關懷和幫助。
另外台北天幕也是全世界為一24小時亮燈不間斷營運數位看板，除了正常廣告輪播外，還可以整點報時的創意內容、夜間獨家冠名或於特定時段（如上下班時段、台北小巨蛋演出入場前時段）獨家播出的方式進行內容管理。台北天幕也不定期配合節慶應景與生活時事的變化，設計製作與環境相結合的內容，讓數位看板的即時性與多元性充份發揮。

## 特色
台北天幕由金隆科技規劃，光磊科技製造LED，將傳統的背光模組拆解為燈條並以分條裝置的方式架設在玻璃帷幕內，結構輕量化，不影響建築物內採光及視覺，不破壞建築物外觀及透光性，維修成本大幅降低。

## 規格
- 圓弧長型戶外動態螢幕版面，三個面向可見
- 1743*260像素，規格特殊，故所有影像內容都必須經過重新後製
- 高20公尺，寬120公尺
- 小巨蛋廣場備有12組擴音器，與LED畫面同步播放
- 設有SENSOR裝置，可針對外部環境變化自動調節LED亮度

## 外部連結
- 諾亞媒體 （页面存档备份，存于）